# 앤서니 홉킨스
필립 앤서니 홉킨스 경(영어: Sir Philip Anthony Hopkins, CBE, 1937년 12월 31일 ~ )은 웨일스의 배우이다. 그는 가장 위대한 배우 가운데 한 명으로 여겨진다.

## 경력
1957년 웨일스의 예술대학인 RWCMD를 졸업한 후 주로 영국에서 배우활동을 이어가다 1992년에 개봉한 영화 《양들의 침묵》에서 인육을 먹는 연쇄 살인마인 한니발 렉터 박사를 실감나게 연기하여 아카데미상 남우주연상을 수상하였다. 이때문인지 홉킨스는 한니발 렉터 시리즈를 영화한 작품인 《레드 드래곤》, 《한니발》에서도 한니발 렉터 연기를 계속 맡았으며, 그의 이미지를 대표하는 캐릭터로 렉터 박사를 꼽는 팬들이 대다수이다. 그 외의 대표작들에는 《겨울의 라이온》, 《매직》, 《엘리펀트 맨》, 《84번가의 연인》, 《드라큐라》, 《가을의 전설》, 《남아있는 나날》, 《아미스타드》, 《닉슨》, 《프랙처》 등이 있다.
홉킨스는 영국 웨일스에서 태어나고 자랐다. 영국 시민권을 유지하면서 그는 2000년 4월 12일, 미국 시민권을 획득하였다. 홉킨스의 영화는 가족영화에서부터 공포영화까지 다양한 장르에 걸쳐 있다. 그는 아카데미상 뿐만 아니라 세번의 영국 아카데미상, 두번의 에미상등도 수상하였다.
1993년 홉킨스는 영국 여왕 엘리자베스 2세에게 기사작위(Knight Bachelor)를 받았다. 2003년엔 할리우드 명예의 전당에 헌액되었으며, 2006년엔 제63회 골든 글로브 시상식에서 평생공로상을 수여받아 그의 위대한 배우로서의 경력을 인정받았다.

## 출연
- 2024년: Rebel Moon(레벨 문): 파트2 스카기버 - 지미 역
- 2023년: REBEL MOON: 파트 1 불의 아이 - 지미 역 (목소리)
- 2022년: 더 선
- 2022년: 아마겟돈 타임 - 할아버지 역
- 2020년: 더 파더
- 2019년: 두 교황 (Two Popes) - 교황 베네딕토 16세 역
- 2017년: 토르: 라그나로크 (Thor: Ragnarok) - 오딘 역
- 2016년: 아우토반 (Collide) - 하겐 역
- 2013년: 레드: 더 레전드 (RED 2) - 에드워드 베일리 역
- 2011년: 더 라이트: 악마는 있다 (The Rite) - 루커스 신부 역
- 2011년: 토르: 천둥의 신 (Thor) - 오딘 역
- 2011년: 송 오브 네임스 (The Song of Names)
- 2010년: 환상의 그대 (You Will Meet a Tall Dark Stranger) - 알피 역
- 2010년: 울프맨 (The Wolfman) - 존 톨벗 역
- 2007년: 시티 오브 유어 파이널 데스티네이션 (The City of Your Final Destination) - 애덤 역
- 2007년: 프랙쳐 (Fracture) - 테드 크로퍼드 역
- 2007년: 슬립스트림 (Slipstream) - 펠릭스 역
- 2006년: 올 더 킹즈 맨 (All the King's Men) - 어윈 판사 역
- 2006년: 바비 (Bobby) - 존 캐시 역
- 2005년: 프루프 (Proof) - 로버트 역
- 2005년: 세계에서 가장 빠른 인디언 (The World's Fastest Indian) - 버트 역
- 2004년: 알렉산더 (Alexander) - 톨레미 역
- 2004년: 달콤한 악마의 유혹 (Shortcut to Happiness) - 대니얼 웹스터 역
- 2003년: 휴먼 스테인 (The Human Stain) - 콜먼 실크 역
- 2002년: 배드 컴패니 (Bad Company) - 게일로드 옥스 역
- 2002년: 레드 드래곤 (Red Dragon) - 한니발 렉터 역
- 2001년: 하트 인 아틀란티스 (Hearts In Atlantis) - 테드 브라우티건 역
- 2001년: 한니발 (Hannibal) - 한니발 렉터 역
- 2001년: 악마와 다니엘 웹스터 (The Devil And Daniel Webster)
- 2000년: 미션 임파서블 2 (Mission : Impossible 2) - 스완벡 역
- 1999년: 인스팅트 (Instinct) - 이선 파월 역
- 1999년: 타이투스 (Titus) - 타이투스 역
- 1999년: 지그프리드 앤 로이 (Siegfried & Roy : The Magic Box)
- 1998년: 마스크 오브 조로 (The Mask Of Zorro) - 돈 디에고 역
- 1998년: 조 블랙의 사랑 (Meet Joe Black) - 윌리엄 패리시 역
- 1997년: 디 엣지 (The Edge) - 찰스 모스 역
- 1997년: 아미스타드 (Amistad) - 존 퀸시 애덤스 역
- 1995년: 닉슨 (Nixon) - 리처드 닉슨 역
- 1994년: 가을의 전설 (Legends of the Fall) - 윌리엄 러들로우 대령 역
- 1994년: 로드 투 웰빌 (The Road To Wellville) - 켈로그 박사 역
- 1993년: 카프카의 심판 (The Trial)
- 1993년: 남아있는 나날 (The Remains of the Day) - 제임스 스티븐스 역
- 1993년: 섀도우랜드 (Shadowlands) - C.S. 루이스 역
- 1993년: 이노센트 (The Innocent) - 밥 글래스 역
- 1992년: 야망을 위한 음모 (To Be The Best)
- 1992년: 챨리 채플린 (Chaplin) - 조지 헤이든 역
- 1992년: 드라큐라 (Bram Stocker's Dracula) - 아브라함 반 헬싱 역
- 1992년: 하워즈 엔드 (Howards End)
- 1992년: 프리잭 (Freejack) - 이언 매캔들리스 역
- 1991년: 양들의 침묵 (The Silence of the Lambs) - 한니발 렉터 역
- 1991년: 원 맨스 워 (One Man's War) - 조엘 역
- 1991년: 스포츠우드 사람들 (Spotswood) - 에롤 월리스 역
- 1990년: 광란의 시간 (Desperate Hours) - 팀 코널 역
- 1988년: 스카보르의 연정 (A Chorus Of Disapproval)
- 1988년: 제10의 사나이 (The Tenth Man) - 장 루이스 카벨 역
- 1987년: 좋은 아버지 (The Good Father) - 빌 후퍼 역
- 1986년: 84번가의 연인 (84 Charing Cross Road) - 프랭크 도엘 역
- 1985년: 간악한 양심 (Guilty Conscience) - 아서 제이미슨 역
- 1985년: 폭풍의 왕국 (Mussolini And I / Mussolini : The Decline And Fall Of Il Duce)
- 1984년: 바운티 호 (The Bounty) - 윌리엄 블리히 역
- 1980년: 계절의 변화 (A Change Of Seasons) - 애덤 에번스 역
- 1980년: 엘리펀트 맨 (The Elephant Man) - 프레더릭 트래비스 역
- 1978년: 매직 (Magic) - 코르키 역
- 1977년: 머나먼 다리 (A Bridge Too Far) - 존 프로스트 중장 역
- 1977년: 재생인간의 공포 (Audrey Rose) - 엘리엇 후버 역
- 1969년: 거울 나라의 전쟁 (The Looking Glass War)

## 수상 및 서훈
- 1973년 영국텔레비전아카데미시상식 남우주연상
- 1975년 드라마데스크어워즈 연극부문 남우주연상
- 1976년 제28회 에미상 TV영화/미니시리즈부문 남우주연상
- 1981년 제33회 에미상 TV영화/미니시리즈부문 남우주연상
- 1987년 대영 제국 훈장 3등급(CBE)
- 1987년 제15회 모스크바국제영화제 남우주연상
- 1987년 케이블ACE어워즈 TV영화/미니시리즈부문 남우주연상
- 1991년 제17회 새턴어워즈 최우수남우주연상
- 1991년 판고리아 체인쏘 어워즈 남우주연상
- 1991년 캔자스시티비평가협회상 남우주연상
- 1991년 댈러스-포트워스비평가협회상 남우주연상
- 1991년 제56회 뉴욕비평가협회상 남우주연상
- 1991년 제4회 시카고비평가협회상 남우주연상
- 1991년 제12회 보스턴비평가협회상 남우조연상
- 1992년 제63회 미국비평가협회상 남우조연상
- 1992년 센트 조어디 어워즈 외국남자배우상
- 1992년 제45회 영국아카데미시상식 남우주연상
- 1992년 제64회 아카데미시상식 남우주연상
- 1992년 판고리아 체인쏘 어워즈 남우조연상
- 1993년 Knight Bachelor(기사작위)
- 1993년 제19회 LA비평가협회상 남우주연상
- 1993년 남동부비평가협회상 남우주연상
- 1993년 다비드 디 도나텔로 어워즈 외국남자배우상
- 1993년 캔자스시티비평가협회상 남우주연상
- 1993년 댈러스-포트워스비평가협회상 남우주연상
- 1994년 제65회 미국비평가협회상 남우주연상
- 1994년 제14회 런던비평가협회상 남우주연상
- 1994년 제47회 영국아카데미시상식 남우주연상
- 1995년 BAFTA 로스엔젤라스 브리타니아 어워즈 우수배우상
- 1998년 제3회 크리틱스초이스 남우조연상
- 1998년 제46회 산세바스찬국제영화제 평생공로상
- 1998년 쇼웨스트어워즈 올해의 남자배우상
- 2000년 제15회 산타바바라국제영화제 모던 마스터상
- 2001년 헤이스티 푸딩 씨어트리컬 올해의 남성상
- 2002년 USA 필름페스티벌 비어지니아 필름상
- 2002년 판고리아 체인쏘 어워즈 남우주연상
- 2003년 제7회 헐리우드영화제 남우주연상
- 2006년 뉴질랜드 스크린 어워즈 남우주연상
- 2006년 제63회 골든글로브시상식 평생공로상
- 2008년 BAFTA 아카데미 팔로우쉽상
- 2020년 제41회 보스턴비평가협회상 남우주연상
- 2020년 영국인디펜던트필름어워즈 남우주연상
- 2020년 토론토국제영화제 트리뷰트상
- 2020년 텔루라이트영화제 은메달상
- 2021년 플로리다비평가협회상 남우주연상
- 2021년 제74회 영국아카데미시상식 남우주연상
- 2021년 제93회 미국아카데미시상식 남우주연상
- 2021년 제34회 유럽영화상 유러피안 남우주연상